# Ixodes antechini
Ixodes antechini är en fästingart som beskrevs av Roberts 1960. Ixodes antechini ingår i släktet Ixodes och familjen hårda fästingar. Inga underarter finns listade i Catalogue of Life.